# PlayStation 2
PlayStation 2 je igraća konzola iz porodice PlayStation, nasljednik superpopularne konzole PlayStation 1. Razvila ga je japanska tvrtka Sony 2000. godine. Pripada šestoj generaciji konzola (PS2, Sega Dreamcast, Microsoft Xbox, Nintendo GameCube). Kompatibilan je s igrama za PlayStation 1. Može reproducirati audio CD-ove i DVD Video (bez ikakvih dodataka). 
Igre većinom dolaze na DVD-ROM medijima i koriste DNAS sustav za zaštitu od neovlaštenog umnožavanja. Zadnja igra za ovu konzolu objavljena je čak 2013. godine, a to je Pro Evolution Soccer 2014.